# Sudelbuch

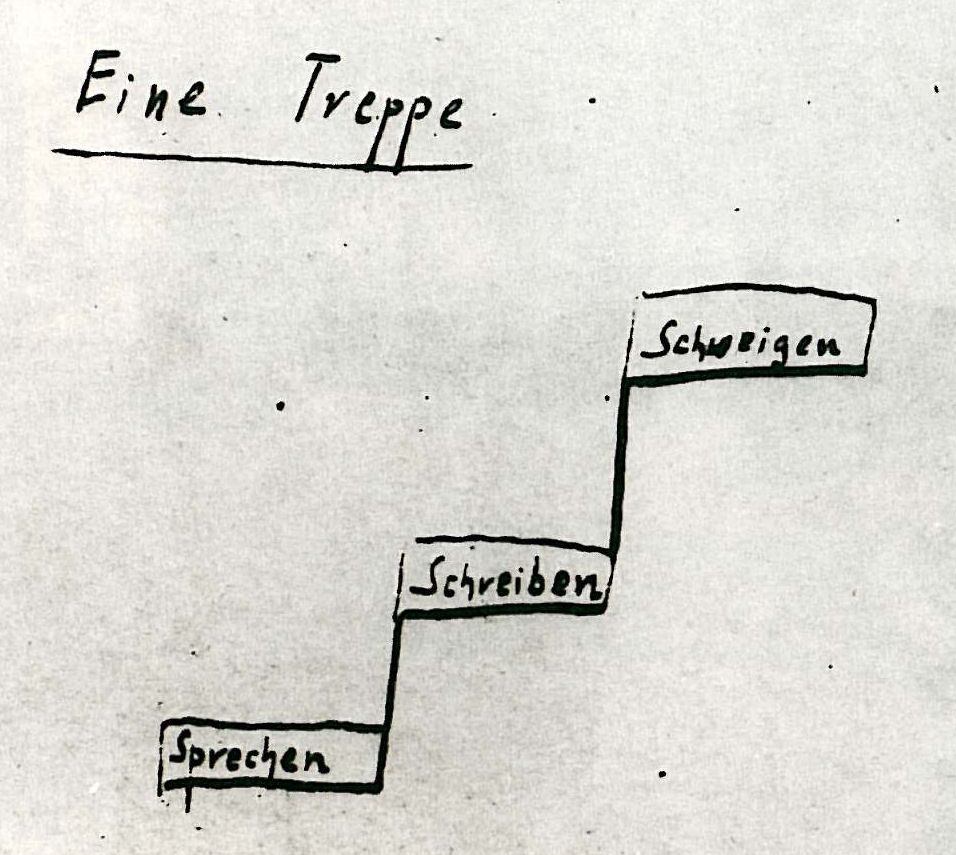
Tucholskys letzter Eintrag in sein Sudelbuch, 1935.

Sudelbuch ist der Titel eines literarischen Notizbuchs, das der Journalist und Schriftsteller Kurt Tucholsky von 1928 an bis zu seinem Tod 1935 führte. Dort sammelte der Autor Aphorismen, kurze sprachliche Einfälle und Wendungen, Witze und Zoten sowie Anmerkungen zum Handwerk des Schriftstellers.
Tucholsky hatte schon auf der ersten Seite dieser Aufzeichnungen verfügt, dass sie nach seinem Tod seiner zweiten Frau – Mary Gerold-Tucholsky – übergeben werden sollten. Der vollständige Inhalt blieb lange unbekannt, abgesehen von jenen Aphorismen, die Tucholsky selbst bereits als seine letzten Beiträge (die Schnipsel) in der Zeitschrift Weltbühne veröffentlicht hatte.
Erst 1993, sechs Jahre nach dem Tod Mary Gerolds und fast sechs Jahrzehnte nach dem Ableben des Verfassers, wurde das Sudelbuch veröffentlicht.

## Wortherkunft
Sudelbuch war ursprünglich, synonym zu Kladde oder Strazze, eine Bezeichnung der Kaufmannssprache für ein Notizbuch, in das flüchtig und ungeordnet die Feststellungen zum Tagesgeschäft eingetragen wurden, die später sorgfältig in die Buchhaltung zu übertragen waren.
Tucholskys berühmtes Vorbild dafür, aphoristische Notizen unter diesem Titel zu sammeln, sind die Sudelbücher des Mathematikers, Physikers und Aphoristikers Georg Christoph Lichtenberg (1742–1799).

„Die Kaufleute haben ihr Waste book (Sudelbuch, Klitterbuch glaube ich im Deutschen), darin tragen sie von Tag zu Tag alles ein, was sie verkaufen und kaufen, alles durcheinander ohne Ordnung […]“

## Ausgabe
- Sudelbuch. Rowohlt, Reinbek bei Hamburg 1993, ISBN 3-498-06506-8.